# Newgrounds
Newgrounds (coletivamente Newgrounds.com, Inc.) é uma empresa estadunidense e site de entretenimento e mídia social. Ele hospeda conteúdo gerado por usuários, como jogos, filmagens, áudio e composição de arte, em quatro categorias de sites respectivas. O Newgrounds fornece votação orientada a visitantes e classificação de envios gerados por usuários.
Criado por Tom Fulp, junto com seu irmão, Wade Fulp, desde 1995, onde autores de vídeos e games em Flash podem deixar suas criações para que qualquer um possa ter acesso a elas. Além disso, há uma parte dedicada a áudio, onde pode ser feito o download de músicas criadas também pelos usuários do Newgrounds.

## História
Inicialmente, Tom Fulp lançou uma fanzine de Neo Geo sob o nome "New Ground" (Neo, sinônimo de New; Geo, sinônimo de Ground) enviando edições a aproximadamente 100 membros de um clube originado na internet no Prodigy.
Quando teve acesso para a criação de um website, Tom quis usar o nome de sua fanzine como nome do domínio, mas com algo mais para dar algum "realce". Shin New Ground foi uma das considerações, mas a escolha final foi New Ground Remix (NGR). No verão de 1996 foram criados os jogos Club a Seal e Assassin, que finalmente deram algum (pequeno) prestígio ao NGR.
Na Universidade de Drexel, Tom não tinha mais acesso para atualizar o NGR, pois a única conexão que havia nos dormitórios era uma rede interna. Durante o período, ele criou Club a Seal II e Assassin II (cujo nome foi alterado). Foi criado o New Ground Atomix(NGA) para abrigar esses dois novos jogos.
Agora, havia dois "New Ground", cada um com sua versão de "Club a Seal" e "Assassin".
Mais tarde, foram produzidos Cat Dynamics e Beep me Jesus, tornando o NGA mais "importante" que seu predecessor.
Na primavera de 1998 Tom mudou-se para um apartamento e decidiu juntar suas criações em um único site. Muitas pessoas ainda procuravam apenas por "Assassin I", e simplesmente ignoravam o NGA; as coisas mantiveram-se assim até que Tom começou a trabalhar com Shockwave Flash, e criou um novo menu para o NGA, além da animação Teletubby Fun Land.
No outono de 1998 o programa de TV norte-americano Inside Edition demonstrou interesse em fazer uma matéria sobre "Assassin", o que motivou Tom a criar um endereço definitivo para o NGA. O domínio newground.com já existia, então newgrounds.com foi escolhido.
Mesmo depois do programa Inside Edition ter perdido o interesse em "Assassin", Tom manteve seu projeto e continuou trabalhando no site, tendo que trocar servidores por causa do alto tráfego de informações que passou a ocorrer. Para ajudar a pagar as contas de servidores, foram produzidas camisetas que foram postas à venda através do próprio site (até hoje essa atividade é mantida, incluindo agora a venda de adesivos)
Em 1999 o endereço Newgrounds.com já recebia uma atenção considerável de revistas e sites, incluindo a Yahoo Internet Life Magazine, Stuff Magazine e wired.com. Legalmente houve conflitos, especialmente com a rede BBC.
Foi criado o personagem Pico, até hoje mascote do Newgrounds
Em 2000 o layout foi atualizado, com a adição de uma barra de navegação comum a todas as partes do site, facilitando a navegação. Também foi criada a sala de chat e a "comunidade" do NG vem crescendo ano após ano.
Em 2005 começou a busca para um local em que o Newgrounds finalmente tivesse sua sede, já que até o momento todo o trabalho envolvendo as atualizações e monitoramento do site eram feitos a partir dos computadores pessoais de Tom e seu irmão, Wade. O local do escritório de onde o Newgrounds é administrado atualmente fica em Perkasie, Pensilvânia, nos Estados Unidos.

## Como funciona
A navegação pelo site é gratuita e o acesso aos jogos, vídeos e músicas é liberado a todos. Para submeter trabalhos em Flash ou áudio para o Portal, é necessário estar cadastrado, o que também é gratuito. Além disso, ser um membro cadastrado traz outras vantagens, como maior "poder de voto" e participação automática nas promoções do site.
A maneira mais fácil de ver as animações mais recentes, mais populares e/ou com a maior pontuação é no Portal. Cada novo trabalho que é submetido vai para uma lista com as cinquenta mais recentes animações no Portal. Aí o filme ou jogo fica em "exposição" para que os visitantes do site votem nele e decidam se deve permanecer no Newgrounds (caso tenha um a pontuação maior que 1) ou será apagado do sistema (caso tenha um escore igual ou menor que '1).

### Pontos dos Membros
Os membros cadastrados ganham pontos de Protection ("Proteção") ou Blam ("Destruição"), caso tenham contribuído para que um trabalho tenha sido mantido ou deletado, respectivamente. Esses pontos adicionam mais poder de voto ao membro.
Caso um trabalho submetido tenha sido roubado de algum site ou de outra pessoa e submetido sem permissão, ou quebre as regras do site, abrindo janelas pop-up durante a visualização; ou com conteúdo ilegal, por exemplo, ele pode ser denunciado, e, caso a acusação prossiga, há o chamado "Whistle Level" do membro que fez a acusação, que também é elevado. Cada voto dá dois pontos de experiência ao membro, e, ao completar 10 (dez) pontos, ele pode depositá-los. De acordo com a Experiência do membro, seu poder de voto sobe. Essa é a principal forma de alguém obter um alto poder de voto no site.
A experiência só pode ser depositada uma vez por dia (chamado de Grounds Gold Day), mas isso não limita o número de animações ou jogos em que uma pessoa pode votar, embora só possa votar uma vez por dia na mesma animação ou jogo. 
Os pontos de "Destruição" e "Proteção" também mudam, sendo concedidos de acordo com a pontuação que é dada a uma nova entrada submetida no Portal. Se o usuário votar 0 ou 1 e a entrada for deletada do sistema ele recebe um "BLAM Point", caso vote de 2 a 5 e a entrada for mantida, recebe um "PROTECTION Point". 

#### Níveis
Existem vários níveis no Newgrounds, tanto de "experiência" como de "Destruição" e "Proteção".

##### Experiência
Os níveis de experiência variam entre 1 e 60. Até o nível 9 de experiência só são precisos 5 depósitos de pontos (50 pontos)
para avançar de nível. A partir daí depende de há quanto tempo existe o cadastro do membro e a pontuação do membro com mais pontos. 
Cada nível é representado por um desenho de uma "arma" diferente, começando com um punho e indo até um ícone de uma mão que sobrepõe a figura do planeta terra, visível no perfil do membro.